# Rolf Wiese

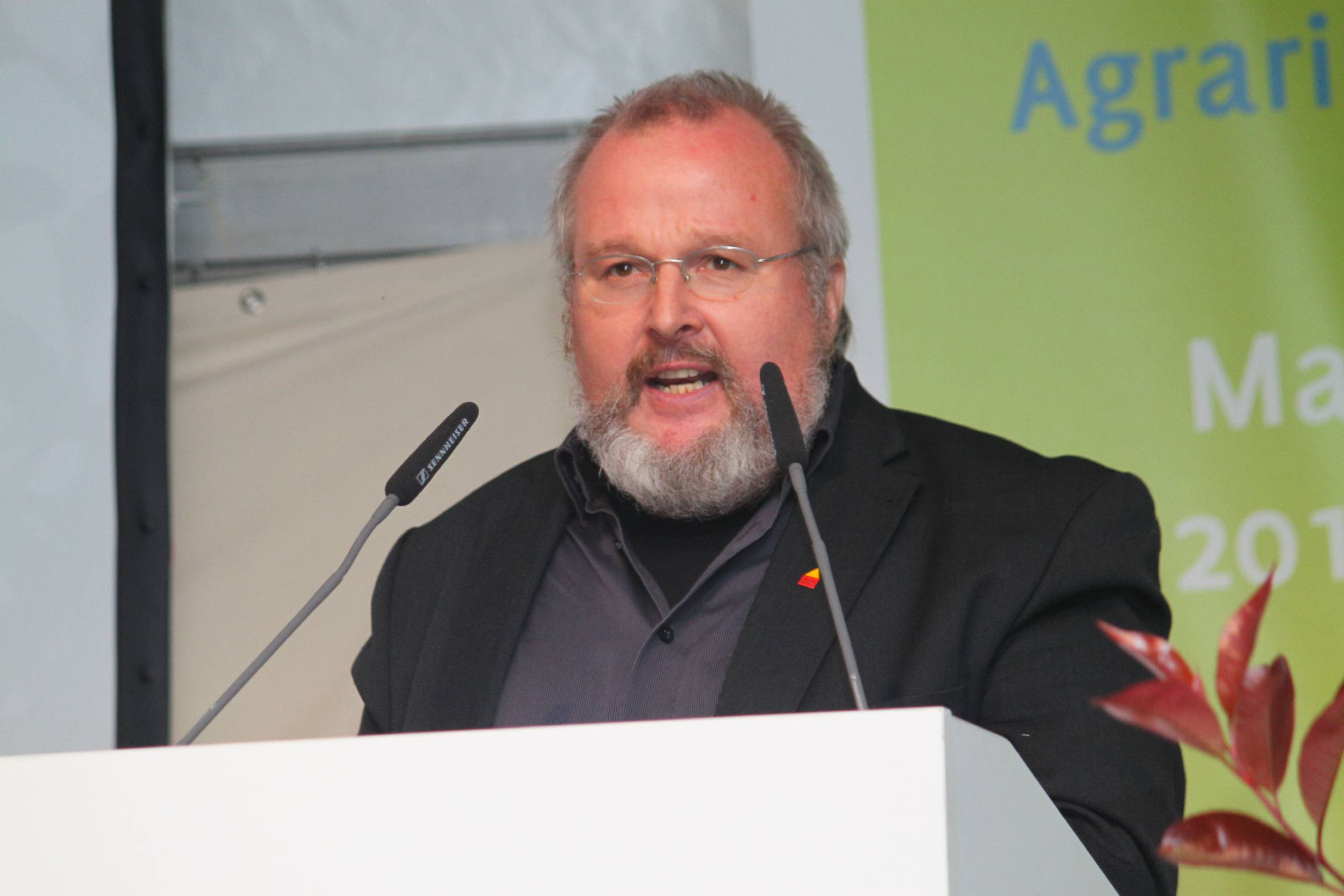
Rolf Wiese (2012)

Rolf Wiese (* 1952 in Heide) ist ein deutscher Kurator und ehemaliger Museumsdirektor.

## Leben
Von 1974 bis 1979 studierte er Betriebswirtschaftslehre (Abschluss: Diplomkaufmann) an der Universität Hamburg. Von 1979 bis 1981 war er Assistent am Lehrstuhl Industriebetriebswirtschaftlehre und Controlling in Hamburg. Das Studium (1979–1984) der Volkskunde an der Universität Hamburg schloss er 1985 mit der Promotion zum Thema Bauernhäuser des 19. Jahrhunderts im Landkreis Harburg ab. Von 1985 bis 1988 war er Museums- und Denkmalpfleger im Landkreis Harburg. Von 1988 bis 2017 war er Museumsdirektor des Freilichtmuseums am Kiekeberg und Initiator des Studienangebots Museumsmanagement an der Universität Hamburg. Er unterrichtete als Lehrbeauftragter an der Universität Hamburg (1999 Professor (§ 17 HmbHG) für Volkskunde), FU Berlin, Universität Kiel, Universität Göttingen. Seit 2016 ist er Vorsitzender des Museumsverbandes Niedersachsen/Bremen.

## Schriften (Auswahl)
- Bauernhäuser des 19. Jahrhunderts im Landkreis Harburg. Hamburg 1985, ISBN 3-925437-00-2.
- Museumsführer, Freilichtmuseum am Kiekeberg, Kreismuseum des Landkreises Harburg. Ehestorf 1995, ISBN 3-927521-06-X.
- als Herausgeber mit Matthias Dreyer: Zwischen kulturellem Reichtum und knappen Kassen. Perspektiven der Museumsfinanzierung. Ehestorf 2016, ISBN 978-3-935096-56-0.
- als Herausgeber mit Matthias Dreyer: Erfolg durch Personal. Ansätze und Perspektiven des Personalmanagements in Museen. Ehestorf 2018, ISBN 978-3-935096-63-8.
- Als Herausgeber mit Wolfgang Pohl: Hyperpopfritten. Zeichnungen und Poetry. Ehestorf 2009. ISBN 978-3-935096-32-4.